# 沖縄に降る雪
「沖縄に降る雪」（おきなわにふるゆき）は、宮沢和史3枚目のシングル。
2001年11月7日発売。発売元は東芝EMI/EXPRESS。

## 概要
- 日本通運ペリカン便『この道は、あの人へつづく。編』CMソング。
- CDレーベルは、金色のルーズリーフ柄を模している。

## 収録曲
1. 沖縄に降る雪[5:42]
  - 作詞・作曲：宮沢和史／編曲：宮沢和史・高野寛
2. ゲバラとエビータのためのタンゴ〜2001年の黙示録〜[3:38]
  - 作詞：宮沢和史／作曲・編曲：オズバルド・レケナ
3. ちむぐり唄者（うたしゃー） Monoaural mix[7:05]
  - 作詞：平安隆／作曲：宮沢和史／編曲：Monoaural
4. 沖縄に降る雪 Chari Chari mix[6:14]
  - 作詞・作曲：宮沢和史／編曲：井上薫